# Bartosz Konopka
Bartosz Konopka (ur. 8 września 1972 w Myślenicach) – polski reżyser, filmoznawca, absolwent reżyserii na Wydziale Radia i Telewizji Uniwersytetu Śląskiego w Katowicach.
W 2010 roku nominowany do Oscara za krótkometrażowy film dokumentalny Królik po berlińsku.
W październiku 2011 roku powołany do Rady Polskiego Instytutu Sztuki Filmowej.

## Teledyski
- 2000: „Pułapka” – Houk
- 2019: „Niemiłość” – Ørganek

## Najważniejsze filmy
- 2001: Czubek
- 2003: Niebo nad Europą
- 2003: Ballada o kozie
- 2006: Trójka do wzięcia
- 2009: Królik po berlińsku
- 2010: Lęk wysokości
- 2013: Sztuka znikania
- 2018: Krew Boga